# 界論
《界论》，为《巴利三藏》中论藏的组成部分，南传上座部佛教典籍。
界论分为十四品，论述五蕴、十二处、十八界、四念住、四谛、四禅和五力等佛教概念。

## 譯本

### 漢譯
- 郭哲彰譯，漢譯南傳大藏經·界論（第50冊），1996，元亨寺妙林出版社

### 英譯
- U Nārada Mūla Paṭṭhāna Sayadaw譯，Discourse on Elements，1962，Bristol: Pali Text Society，SuttaCentral 網路版 （页面存档备份，存于）